# Gábor Gergely

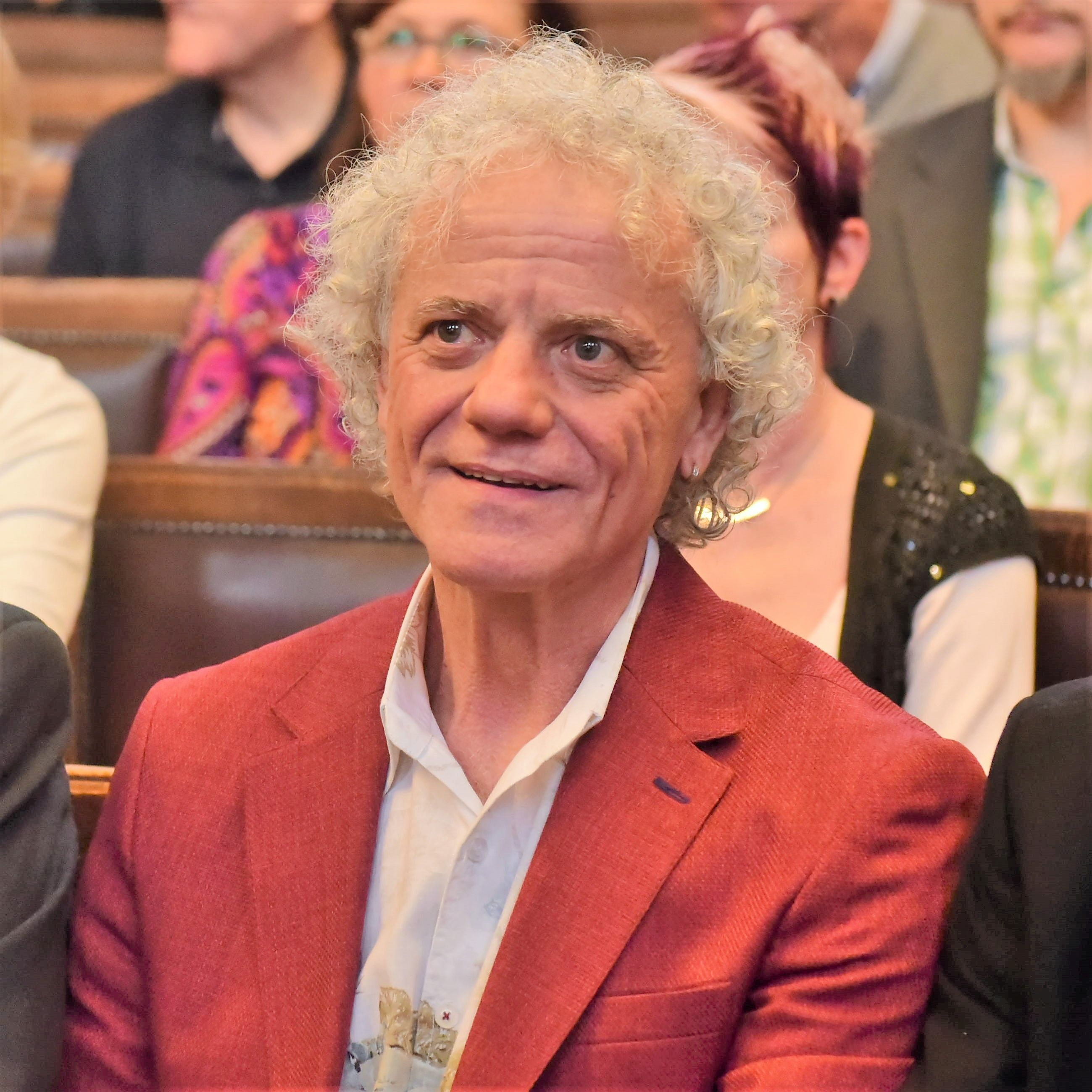
Gábor Gergely

Gábor Gergely född 21 juni 1953 i Budapest, Ungern är en före detta ungersk bordtennisspelare och världsmästare i dubbel och lag.
Under sin karriär tog han 4 medaljer i Bordtennis VM varav 2 guld, 1 silver och 1 brons.
Han var i singelfinal både 1974 och 1978 i Bordtennis EM, den första finalen förlorade han men 1978 vann han den tillsammans med dubbeltiteln och lagtiteln. 

## Meriter
- Bordtennis VM
  - 1975 i Calcutta
    - 1:a plats dubbel (med István Jónyer)

  - 1979 i Pyongyang
    - 1:a plats med det ungerska laget

  - 1981 i Novi Sad
    - 2:a plats med det ungerska laget

  - 1983 i Tokyo
    - 3:e plats med det ungerska laget

- Bordtennis EM
  - 1974 i Novi Sad
    - 2:a plats singel
    - 2:a plats med det ungerska laget

  - 1978 i Duisburg
    - 1:a plats singel
    - 1:a plats dubbel (med Milan Orlowski)
    - 1:a plats med det ungerska laget

  - 1980 i Bern
    - 3:e plats dubbel (med Milan Orlowski)

  - 1982 i Budapest
    - 3:e plats singel
    - 2:a plats dubbel (med István Jónyer)
    - 1:a plats med det ungerska laget

- Europa Top 12
  - 1975 i Wien: 10:e plats
  - 1977 i Sarajevo: 5:e plats
  - 1978 i Prag: 1:a plats
  - 1979 i Kristianstad: 5:e plats
  - 1980 i München: 5:e plats
  - 1981 i Miskolc: 9:e plats
  - 1982 i nantes: 11:e plats

- Ungerska mästerskapen - guldmedaljer
  - 1975: 1:a plats dubbel (med István Jónyer)
  - 1982: 1:a plats dubbel (med István Jónyer)